# Supercard of Honor (2023)
O Supercard of Honor (2023) foi a 16º edição do pay-per-view de wrestling profissional Supercard of Honor produzido pela promoção americana Ring of Honor (ROH). Aconteceu no dia 31 de março de 2023, no Galen Center em Los Angeles, Califórnia. Lutadores da promoção irmã da ROH, All Elite Wrestling (AEW), e promoções parceiras New Japan Pro-Wrestling (NJPW) e Lucha Libre AAA Worldwide (AAA) também foram apresentados.
Doze lutas foram disputadas no evento, incluindo quatro no pré-show Zero Hour. No evento principal, Claudio Castagnoli manteve o ROH World Championship contra Eddie Kingston. Em outras lutas de destaque, Katsuyori Shibata derrotou Wheeler Yuta para vencer o ROH Pure Championship, os Lucha Brothers venceram o ROH World Tag Team Championship após derrotarem Aussie Open, The Kingdom, Top Flight e La Facción Ingobernable em uma luta de escadas, Samoa Joe manteve o ROH World Television Championship contra Mark Briscoe e, na luta de abertura, El Hijo del Vikingo derrotou Komander para reter o AAA Mega Championship.

## Produção

### Conceito
Supercard of Honor é um evento de wrestling profissional exibido em formato pay-per-view apresentado anualmente pela Ring of Honor (ROH), e ocorre principalmente durante o fim de semana da WrestleMania - o principal evento da WWE , e considerado o maior evento de wrestling do ano. Tem sido uma tradição anual desde 2006. Os shows às vezes são eventos de dois dias, tradicionalmente ocorrendo nas noites de sexta-feira e/ou tardes de sábado, e são realizados na mesma cidade ou nas proximidades da WrestleMania daquele ano.
Em 11 de janeiro de 2023, foi anunciado que o Supercard of Honor aconteceria em 31 de março no Galen Center em Los Angeles, Califórnia.

### Rivalidades
O evento contou com lutas de wrestling profissional que envolveram diferentes lutadores de rivalidades e histórias preexistentes. Os lutadores retrataram vilões, heróis ou personagens menos distinguíveis em eventos roteirizados que criaram tensão e culminaram em uma luta ou uma série de lutas. As histórias foram produzidas na série semanal da ROH, ROH Honor Club TV, exclusivamente em seu serviço de streaming Honor Club, em programas de televisão da promoção irmã All Elite Wrestling, incluindo Dynamite e Rampage, nos programas de streaming online suplementares da AEW, Dark e Elevation, e por meio de vídeos promocionais nos canais da ROH e da AEW no YouTube.
Em 10 de dezembro de 2022 no Final Battle, The Briscoe Brothers (Jay Briscoe e Mark Briscoe) derrotaram FTR (Dax Harwood e Cash Wheeler) em uma luta Dog Collar para vencerem o ROH World Tag Team Championship. No entanto, Jay foi morto em um acidente de carro em 17 de janeiro de 2023. Após vários tributos e permitindo que algum tempo passasse em respeito a Jay, os títulos foram formalmente desocupados no episódio de 10 de março do Rampage. Mark anunciaria mais tarde que os novos campeões seriam coroados em uma luta de escadas chamada "Reach for the Sky".– assim chamado por ser o nome da música de entrada dos Briscoes, e como forma de homenagear Jay – no Supercard of Honor. Os Lucha Brothers (Penta El Zero Miedo e Rey Fénix) seriam anunciados como a primeira dupla participante. Em 23 de março, as outras equipes foram anunciadas sendo elas, Top Flight (Dante Martin e Darius Martin), The Kingdom ( Matt Taven e Mike Bennett ), Aussie Open (Mark Davis e Kyle Fletcher) e La Facción Ingobernable (Rush e Dralístico).
Depois que Samoa Joe defendeu o ROH World Television Championship no episódio de 9 de março do ROH Honor Club TV, ele anunciaria um desafio aberto para qualquer um lutar com ele pelo título. Seu desafio seria respondido por Mark Briscoe, declarando que ganhar o título de Joe seria seu "destino", já que ele nunca havia derrotado Joe em uma luta individual nem conquistou um título individual na ROH. A luta seria posteriormente oficializada na semana seguinte para o Supercard of Honor.
Por várias semanas no AEW Dark e AEW Dark: Elevation, a Campeã Mundial Feminina da ROH, Athena, teve seus ataques pós-luta constantemente frustrados por Yuka Sakazaki. As duas trocavam golpes constantemente no ringue e nos bastidores. Elas também se encontrariam em uma luta de duplas no episódio de 30 de janeiro do Dark: Elevation, com Sakazaki e Skye Blue derrotando Athena e Diamante. No ROH Honor Club TV de 16 de março, Athena desafiaria Sakazaki para uma luta pelo título no Supercard of Honor. No episódio de 30 de março, após Athena defender o título contra Emi Sakura, Sakazaki impediu Athena de realizar outro ataque pós-luta. A luta pelo título seria oficializada pouco tempo depois.
No ROH Honor Club TV de 9 de março, depois que o Campeão Puro da ROH Wheeler Yuta defendeu com sucesso seu título, ele deu uma entrevista no ringue onde criticou a New Japan Pro-Wrestling LA Dojo, dizendo que eles acham que conseguiram algo quando eles não tinham. Suas afirmações seriam repreendidas pelo graduado do dojo Clark Connors, que o desafiou para uma luta pelo título no episódio da semana seguinte. Lá, Yuta manteve o título contra Connors. Yuta então desrespeitaria novamente o LA Dojo, chegando ao ponto de chamar seu treinador principal Katsuyori Shibata para enfrentá-lo pelo título no Supercard of Honor. Essa luta seria oficializada em 27 de março.
Há vários anos, o Campeão Mundial da ROH Claudio Castagnoli e Eddie Kingston estariam envolvidos em uma disputa acalorada no circuito independente. Essa rivalidade passaria para a mídia social e para a AEW, onde Castagnoli e Kingston se encontrariam lutando lado a lado contra a Jericho Appreciation Society. No Blood and Guts em junho de 2022, Castagnoli finalizaria Matt Menard para conquistar a vitória para seu time, embora Kingston tivesse Chris Jericho em outra submissão ao mesmo tempo, com Kingston acreditando que Castagnoli "roubou" a vitória dele. No episódio de 2 de março de 2023 do ROH Honor Club TV, depois que Castagnoli reteve o ROH World Championship contra AR Fox, Kingston surgiria e o desafiaria pelo título. Duas semanas depois, o próprio Kington faria uma luta, durante a qual despejou café em Castagnoli, que estava sentado na primeira fila da multidão. No ROH Honor Club TV de 23 de março, Castagnoli e Kingston teriam uma entrevista com Caprice Coleman, durante a qual uma luta pelo título seria oficializada para o Supercard of Honor.

## Resultados
| Nº                                          | Resultados | Estipulações                                                                  | Tempo |
| ------------------------------------------- | --- | ----------------------------------------------------------------------------- | ----- |
| Pré- show                                   | Jeff Cobb derrotou Tracy Williams | Luta individual                                                               | 5:20  |
| Pré- show                                   | Konosuke Takeshita derrotou Willie Mack | Luta individual                                                               | 9:35  |
| Pré- show                                   | Willow Nightingale derrotou Miranda Alize | Luta individual                                                               | 7:00  |
| Pré- show                                   | Stu Grayson (com Evil Uno) derrotou Slim J (com Ari Daivari e "Smart" Mark Sterling) | Luta individual                                                               | 7:00  |
| 1                                           | El Hijo del Vikingo (c) derrotou Komander | Luta individual pelo AAA Mega Championship                                    | 16:00 |
| 2                                           | The Embassy (Brian Cage, Kaun, e Toa Liona) (c) (com Prince Nana) derrotaram AR Fox, Blake Christian, e Metalik | Luta de trios pelo ROH World Six-Man Tag Team Championship                    | 8:00  |
| 3                                           | Athena (c) derrotou Yuka Sakazaki | Luta individual pelo ROH Women's World Championship                           | 11:40 |
| 4                                           | Samoa Joe (c) derrotou Mark Briscoe por submissão | Luta individual pelo ROH World Television Championship                        | 16:30 |
| 5                                           | Hiroshi Tanahashi derrotou Daniel Garcia | Luta individual                                                               | 12:00 |
| 6                                           | The Lucha Brothers (Penta El Zero Miedo e Rey Fénix) (com Alex Abrahantes) derrotaram Top Flight (Dante Martin e Darius Martin), The Kingdom (Matt Taven e Mike Bennett) (com Maria Kanellis-Bennett), Aussie Open (Mark Davis e Kyle Fletcher), e La Facción Ingobernable (Rush e Dralístico) (com José the Assistant) | Luta de escadas "Reach for the Sky" pelo vago ROH World Tag Team Championship | 20:20 |
| 7                                           | Katsuyori Shibata derrotou Wheeler Yuta (c) | Luta Pure Wrestling Rules pelo ROH Pure Championship                          | 13:10 |
| 8                                           | Claudio Castagnoli (c) derrotou Eddie Kingston | Luta individual pelo ROH World Championship                                   | 20:15 |
| (c) – Refere-se aos campeões antes da luta. | |                                                                               |       |